# 薩摩国分寺跡

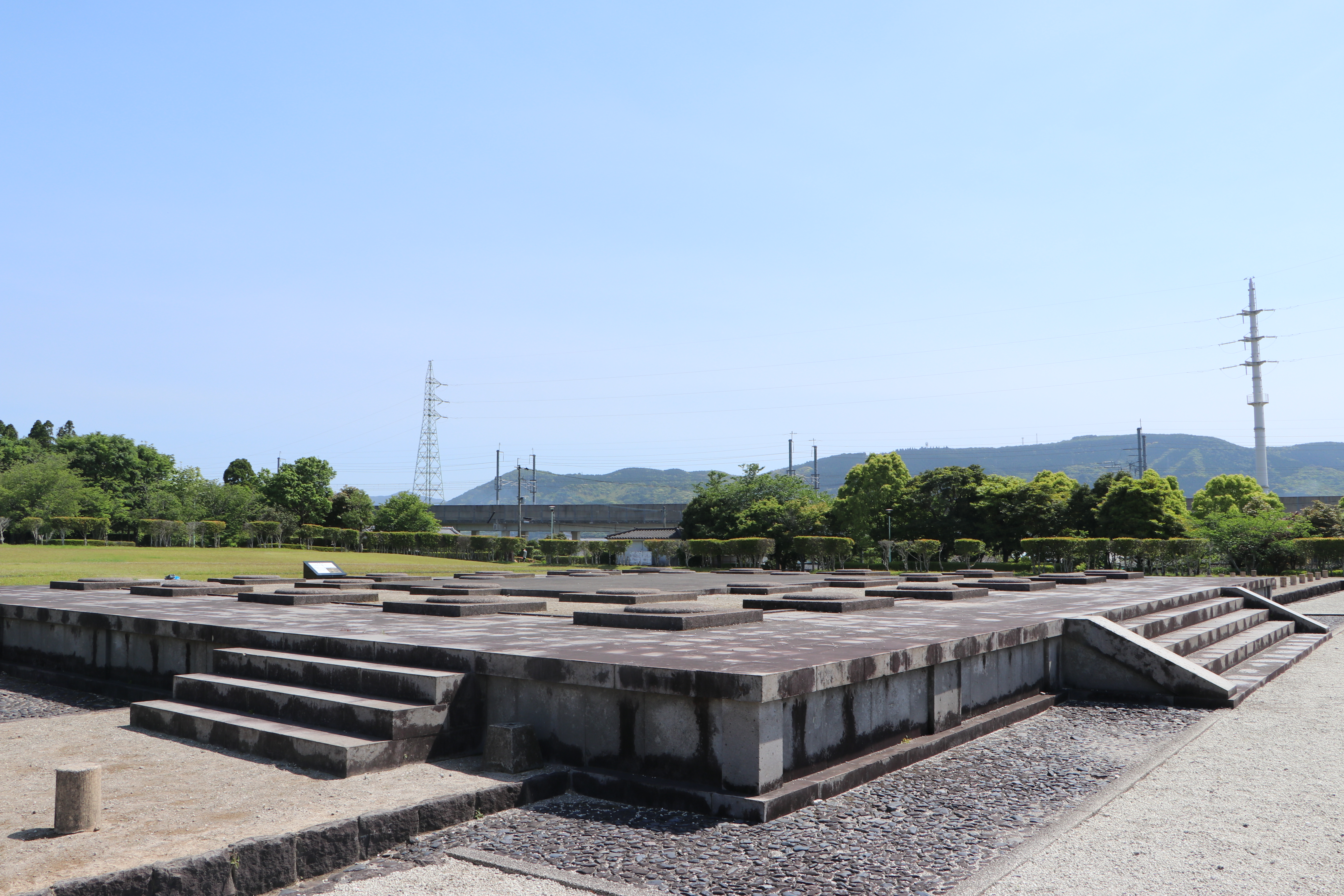
薩摩国分寺跡

薩摩国分寺跡（さつまこくぶんじあと）は、鹿児島県薩摩川内市国分寺町にある寺院跡。聖武天皇の命で全国におかれた国分寺の一つ。国の史跡。

## 概要
薩摩国分寺は、1983年までの発掘結果から8世紀後半に建立したと考えられる。早くに衰微したものの、室町時代までは「国府天満宮」の神宮寺として存在していた。が、いわゆる九州征伐で豊臣秀吉軍の襲撃に遭い全焼する。その後、江戸時代になって島津光久により再建され泰平寺の末寺として細々と存続していた。しかし明治2年の廃仏毀釈で廃寺となった。
塔跡だけは早くから見つかっており、明治21年（1888年）礎石が市内の寺に運ばれていたが昭和19年（1944年）に発見地に戻されて国の史跡となった。1976年に全区域1.5ヘクタールが史跡に追加指定、1985年に「薩摩国分寺跡公園」として整備された。
戦後、1968年から発掘が進められて伽藍の概要が判明した。南北130メートル、東西120メートルという区域は他国の国分寺に比べて小規模である。また、伽藍配置は「川原寺式」となっており、異例づくめの国分寺であった。これは薩摩国が都から遠い辺境の地であったことが影響していると考えられる。

## 文化財

### 国の史跡
- 薩摩国分寺跡 - 昭和19年11月13日に塔跡のみが「薩摩国分寺塔跡」として国の史跡に指定、昭和51年6月16日に史跡範囲の追加指定と「薩摩国分寺跡」への指定名称変更、昭和57年10月14日に史跡範囲の追加指定[1]。

### 薩摩川内市指定文化財
- 有形文化財
  - 薩摩国分寺層塔 - 昭和60年3月27日指定[3]。

### 関連文化財
- 薩摩国分寺礎石 1点 - 亀山市指定有形文化財（考古資料）。所有者は個人で、鹿児島から三重県亀山に搬入された。昭和27年6月18日指定[4][5]。